# اعتلال الدماغ بالغليسين
اعتلال الدماغ بالغليسين هو اضطراب وراثي جسمي متنحٍ نادر يؤثر في استقلاب الغليسين، ويشكل ثاني أشيع الاضطرابات في استقلاب الحموض الأمينية بعد بيلة الفينيل كيتون. تنجم هذه الحالة عن عيوب في نظام شطر الغليسين تعيق عمل الإنزيمات المسؤولة عن تقويضه.
يُصنف المرض إلى أنماط عديدةً تختلف في شدة الأعراض وزمن البدء. تكون الأعراض عصبيةً بحتة في طبيعتها، ويمتاز الاضطراب سريرياً بارتفاع شاذ في مستويات الغليسين في سوائل الجسم وأنسجته، وخصوصاً في السائل الدماغي الشوكي.
يُطلق على اعتلال الدماغ بالغليسين أحياناً «فرط سكر الدم غير الكيتوني (إن كي إتش)» إشارةً إلى الموجودات الكيميائية الحيوية المشاهدة لدى المصابين بهذا الاضطراب، ولتمييزه عن الاضطرابات المسببة لفرط السكر الكيتوني (المشاهد في نقص حمض البروبيونيك والاضطرابات الاستقلابية الموروثة الأخرى). يستخدم مصطلح «اعتلال الدماغ بالغليسين» غالبًا لتجنب الالتباس، فهو أكثر دقة في وصف الأعراض السريرية.

## الأعراض والعلامات
يسبب الاضطراب عادةً اعتلالًا دماغيًا شديدًا يترافق مع نوبات رمعية عضلية، ويتطور سريعًا نحو توقف التنفس في مراحله النهائية. لا يكشف التقييم المعياري لأخطاء الاستقلاب الخلقية والأسباب الأخرى لهذه التظاهرات المرضية أي شذوذات (لا يوجد حماض أو نقص في سكر الدم أو فرط أمونيا الدم أو أي أذية في الأعضاء الأخرى). يمثل الفواق الواضح والمستمر عند الأطفال المصابين باعتلال دماغي عرضًا نموذجيًا ملحوظًا في حالات فرط سكر الدم غير الكيتوني.

## العوامل الجينية
يبلغ معدل وقوع اعتلال الدماغ بالغليسين 1/60000، وبذلك يمثل ثاني أشيع اضطرابات استقلاب الحموض الأمينية بعد بيلة الفينيل كيتون، ويعود سببه إلى عيوب في نظام شطر الغليسين المؤلف من أربع وحدات بروتينية فرعية يُشفَّر كل منها على مورثة منفصلة. رُبطت العيوب في ثلاث وحدات منها باعتلال الدماغ بالغليسين.
| الجين       | الاسم                                                                                    | النسبة المئوية                             |
| GLDC        | يشفر الوحدة الفرعية لإنزيم «نازع هيدروحين الغليسين» المسمى أيضًا «نازع كربوكسيل الغليسين» | تسبب طفرات هذا الجين 70-75% من الحالات.    |
| GCST أو AMT | يشفر الوحدة الفرعية لإنزيم ناقل أمين الميثيل.                                            | تسبب طفرات AMT نحو 20% من الحالات.         |
| GCSH        | يشفر الوحدة الفرعية لبروتين نظام شطر الغليسين إتش.                                       | تسبب طفرات هذا الجين أقل من 1% من الحالات. |

هناك وحدة رابعة في معقد «نازع هيدروجين ثنائي هيدروليبواميد» لم تكشف فيها طفرات تترافق مع اعتلال الدماغ بالغليسين حتى الآن.
يبدو أن الطفرات الجينية المسؤولة عادةً عن حدوث المرض (في الجدول) لا تظهر في نسبةً صغيرةً من المصابين، لكنهم يظهرون نشاطاً معيباً في نظام شطر الغليسين، وقد يكون لديهم طفرات في الجينات المسؤولة عن أحد العوامل المرافقة المرتبطة بمعقد جي سي إس.
قد تعيق العيوب في بروتينات جي سي إس المعقد عن العمل بالشكل الملائم أو تمنع اصطناعه بالكامل، وعندما لا يستطيع المعقد استقلاب الغليسين يتراكم الفائض منه حتى يصل إلى مستويات سامة في أعضاء الجسم وأنسجته. يسبب الضرر الناجم عن المستويات المرتفعة من الغليسين في الدماغ والسائل الدماغي الشوكي نوبات وصفية وصعوبات في التنفس واضطرابات في الحركة وتخلفًا عقليًا.
يُورث هذا الاضطراب وفق نمط وراثي جسمي متنحٍ، ويشير مصطلح (جسمي) إلى توضع الجين المسؤول عنه على أحد الصبغيات الجسمية. تحتاج ولادة طفل مصاب إلى انتقال نسختين معيبتين من الجين (واحدة من كل والد) في النمط الوراثي الجسمي المتنحي.
يحمل كل من والدي المصاب بالنمط الوراثي الجسمي المتنحي نسخةً واحدةً معيبةً على الأقل، ويُعد الحاملون لأحد هذه النسخ في هذا النمط الوراثي «حاملين» للمرض، ولا تظهر عليهم أعراضه وعلاماته.

## الفسيولوجيا المرضية
يمثل الغليسين أبسط أشكال الحموض الأمينية، ولا يملك أي متشكلات فراغية، ويمكن أن يؤدي دور ناقل عصبي في الدماغ ومثبط في النخاع الشوكي وجذع الدماغ، وله تأثيرات تحريضية في القشرة الدماغية. يُستقلب الغليسين إلى منتجاته الانتهائية المؤلفة من الأمونيا وثنائي أوكسيد الكربون عبر نظام شطر الغليسين (جي سي إس)، وهو معقد إنزيمي يتألف من أربع وحدات بروتينية فرعية. تسبب العيوب في هذه الوحدات اعتلال الدماغ بالغليسين، لكن بعض حالات هذا الاضطراب ما تزال مجهولة السبب.
في الحالة الطبيعية، يبدي نظام شطر الغليسين نشاطه الأعلى في الكبد والدماغ والنسيج المشيمي، ويُعد الحفاظ على مستويات طبيعية من الغليسين في الدماغ إحدى وظائفه الرئيسة. تسبب عيوب هذا الإنزيم ارتفاع مستويات الغليسين في بلاسما الدم والسائل الدماغي الشوكي. ما تزال الفسيولوجيا المرضية الدقيقة لهذا الاضطراب مجهولةً، لكنها قد تعود إلى تراكم الغليسين في الدماغ ما يسبب الأعراض السريرية للمرض.
تبدي جميع أشكال اعتلال الدماغ بالغليسين ارتفاع مستويات الغليسين في البلاسما والسائل الدماغي الشوكي (سي إس إف)، وعادةً ما يكون مستوى الغليسين في السائل الدماغي الشوكي لدى المصابين أكثر ارتفاعًا من مستوياته البلاسمية بشكل ملحوظ، وقد ترتفع النسبة بينهما قليلًا في المرضى الموضوعين على حمض الفالبرويك.
لا يجب أن يختلط اعتلال الدماغ بالغليسين (فرط جلوكوز الدم غير الكيتوني، أو «إن كي إتش») مع الاضطرابات الأيضية الأخرى التي قد تسبب ارتفاع مستويات الغليسين مثل بعض «البيلات الحمضية العضوية» (المعروفة أيضًا باحمضاض الدم العضوي) المسببة لارتفاع الغليسين في البلاسما والبول، إذ لا تحدث هذه الاضطرابات بسبب عيوب نظام شطر الغليسين ولا تترافق عادةً مع ارتفاع مستويات الغليسين في السائل الدماغ الشوكي.
يمتاز اعتلال الدماغ بالغليسين بارتفاع مستويات الغليسين بشكل غير ملائم في السائل الدماغي الشوكي (إضافةً إلى ارتفاعها في الدم والبول) بينما تكون مستوياته طبيعيةً أو شبه طبيعية لدى المصابين بالبيلة الحمضية العضوية.

### استقلاب الغليسين
يُستقلب الغليسين في خلايا الجسم إلى منتجاته الانتهائية التي تشمل ثنائي أكسيد الكربون والأمونيا. يتألف نظام شطر الغليسين المسؤول عن استقلابه في المتقدرات من أربع وحدات فرعية: بروتين بّي وبرتين إتش وبرتين تي وبروتين إل.

## العلاج
يُعالج المرضى ببنزوات الصوديوم التي ترتبط بالغليسين وتشكل مركب الهيبيورات، أو ديكستروميثورفان الذي يُعد مثبطًا ضعيفًا لمستقبلات ميثيل-د-أسبرتات. يؤثر الغليسين على هذه المستقبلات، ويبدو أن تثبيطها يحسن نتائج العلاج في حالات منتقاة من الشكل الموهن للاضطراب.

## الإنذار
يملك المرض إنذارًا سيئًا جدًا، إذ أظهرت دراستان أن المصابين يتوفون في سن الرضاعة والطفولة الباكرة عادةً. أظهرت الدراسة الأولى أن متوسط سن الوفاة يبلغ 2.6 أعوام للذكور وشهرًا واحدًا للإناث.

## الأبحاث
تختلف الاستجابة للعلاج ولا تُعرف النتائج السريرية على المدى الطويل لدى المصابين. وضعت مجموعة العمل الدولية للاضطرابات المرتبطة بالنواقل العصبية سجًلا للمرضى لوضع أساس لتحسين فهم وبائيات المرض وارتباطاته مع النمط الوراثي والشكلي ونتائجه وتأثيره على نوعية الحياة إضافةً إلى تقييم الإستراتيجيات العلاجية والتشخيصية.